# Герасименко Сергій Костянтинович
Герасименко Сергій Костянтинович (29 грудня 1967, Чайковський, Пермська область) — сучасний український скульптор, художник, кераміст. Один з найвідоміших в Україні сучасних представників  наївного мистецтва. Засновник нового жанру в мистецтві "Happy Art" (хепі арт — «Мистецтво Щастя»).

## Біографія
Сергій Костянтинович Герасименко народився 29 грудня 1967 року в місті Чайковському (Пермська обл., Росія). Дитинство й отроцтво Герасименка пройшли саме там. В Чайковському він пішов у школу та закінчив перші три класи. З юних років Сергій проявляв активний інтерес до образотворчого мистецтва: ліпив з пластелину, глини та багато малював. Чималий вплив на його художній смак і навички спричинив його дід — Герасименко Костянтин, який теж був художником. У віці 10 років (1977 року) його родина переїжджає до Луцька, Волинська область.

### Дитинство та юність
Тут починається його творчий шлях як художника: він навчається у школі, активно займається спортом, але основний час він проводить в місцевій художній школі. Де під керівництвом викладачів освоює основи композиції, живопису та малюнка.
Мати Сергія, Герасименко Валентина Семенівна, — головний художник Луцького шовкового комбінату, мала ділові та дружні зв'язки з багатьма художниками та митцями того часу. Вона і познайомила сина з передовими та талановитими діячами мистецтв. У цьому середовищі формувався і розвивався молодий Сергій Герасименко як творча особистість та майбутній художник.

## Становлення митця
У 1983 році Герасименко вступає до Ужгородського училища декоративно-прикладного мистецтва на відділ художньої обробки дерева звідки переводиться на факультет кераміки, надихнувшись роботами художників керамістів Закарпаття. Де успішно навчається і освоює керамічне ремесло. У 1990 році, закінчивши училище Герасименко Сергій Костянтинович переїжджає до Києва і в 1993 вступає до Національної академії образотворчого мистецтва та архітектури на факультет станкового живопису.
За період навчання в академії він надихається живописом, багато малює, але все частіше думками повертається до кераміки. Йому подобається працювати з податливою глиною, відчувати об'єм та форми, і він обожнює малювати. Любов до живопису та кераміки одночасно, породила унікальний авторський стиль «Happy Арт». У 1999 році Герасименко закінчує НАОМА і починає свій самостійний творчий шлях. До того часу основна ідея його робіт вже сформувалася: це була кераміка, різних форм і розмірів, розписана яскравими кольоровими поливами в техніці майоліка.
В процесі становлення художник-кераміст Герасименко постійно експериментує: шукає нові кольорові рішення і форми. Ранні роботи Сергія переважно розписані абстрактно, в пастельних тонах. Зазвичай це був посуд: чайники, заварники для кави, блюда, турки, вази, піали тощо У більш пізніший період розпис набув чітких сюжетних зображень і нагадував своєрідний колаж. Крім посуду автор став робити велику кількість статуеток тварин, людей, міфічних персонажів. Також серед його робіт зустрічаються предмети інтер'єру та декору: оригінальні настінні панно, світильники, шкатулки, годинники, підсвічники та ін. Кольорова палітра творів стала яскравою і різнобарвною, — всі ці творчі зміни і визначили унікальний та неповторний авторський стиль «Happy Art».

## Художня творчість

### Майоліка Герасименка
Майоліка Герасименка кардинально відрізняється від усіх творів виконаних в цій техніці. Перш за все це буйство яскравих фарб, нескінченний потік сюжетних зображень, які автору вдається дуже гармонійно згрупувати в фантастичний колаж. Все сюжетні зображення автора яскраві і позитивні, написані в стилі наївного мистецтва, викликають посмішку і теплі почуття. У розмаїтті сюжетів зустрічаються люди, всілякі тварини, гори і море, хмари і літаки, будинки і дерева, тощо Ця авторська техніка розпису унікальна в своєму роді, яка не має аналогів у світі, була названа художником «Мистецтво Щастя» або Happy Арт.

## Виставки
- 1996 р. Персональна виставка у галереї «Екс-Електрік-Арт» у Чикаго (США)
- 2004 р. (грудень)Персональна виставка на відкритті «Альта Центру» (Київ)
- 2007 р. (листопад) Міжнародна виставка «Арт-Киев 2007» в Українському домі (Київ)
- 2008 р. (19.03-09.04.08 р.) Всеукраїнська виставка «Світ глиняного дива» в рамках проекта «Керамика Украина. Традиции тысячелетий» (Київ)
- 2010 р. Всеукраїнска виставка декоративно-прикладного мистецтва «Світ божий як Великдень» (Луцьк)
- 2011 р. Всеукраїнська виставка «Чарівні барви Дніпра» (Дніперопетровск)
- 2012 р. II міжнародний керамічний симпозіум «Аспара 2012» (Ялта)
- 2013 р. (серпень) Всеукраїнський пленер керамістів «Буковина 2013» (Чернівецька обл.)
- 2013 р. (липень) Виставка кераміки «Глина пом'ятає» (Тель-Авів, Ізраїль)
- 2014 р. (жовтень) Персональна виставка у галереї «Coco Art» Krakov (Польща)
- 2015 р. (23.04.2015-20.05.2015 р.) Виставка «Сучасна кераміка та графіка в інтер'єрі» (м. Київ, БЦ «Леонардо»)
- 2015 р. (17.12.2015-30.12.2015 р.) Персональна виставка «Happy Art» (м. Київ, «Музей історії Києва»)